# Exocentrus multiguttulatus
Exocentrus multiguttulatus là một loài bọ cánh cứng trong họ Cerambycidae.